# スクワット

バーベル・スクワット

スクワット（squat）は、ウエイトトレーニングの基本的な種目でBIG3の1つ（他は、ベンチプレス、デッドリフト）。直立した状態から膝関節の屈曲・伸展を繰り返す運動で、下半身、特に大腿四頭筋・下腿三頭筋・大臀筋・中臀筋などの筋力アップ、筋肥大に大きな効果を持つ。

## スクワットの種類
スクワットには膝関節の曲げ方により以下のバリエーションが存在する。
自身の体重で行なう最もノーマルなスクワット
- フルボトム・スクワット（完全にしゃがみこむスクワット。膝への負担が大きいため上級者向き）
- フル・スクワット（足を平行よりも深く曲げるスクワット。パワーリフティングの大会等では、こちらでないと失格）
- ハーフ・スクワット（膝の角度が90度になったところで止めるスクワット）
- クォーター・スクワット（腿が地面と30〜45度になるところで止めるスクワット）

その他に
- ヒンズー・スクワット（爪先立ちになり、腕を振り上げて反動をつける）
- シングル・レッグ・スクワット（片足だけで行なう）
- ジャンピング・スクワット（膝を伸展するときに飛び上がる）

使用する道具により
- ダンベル・スクワット（ダンベルを持つ）

ダンベル・スクワット
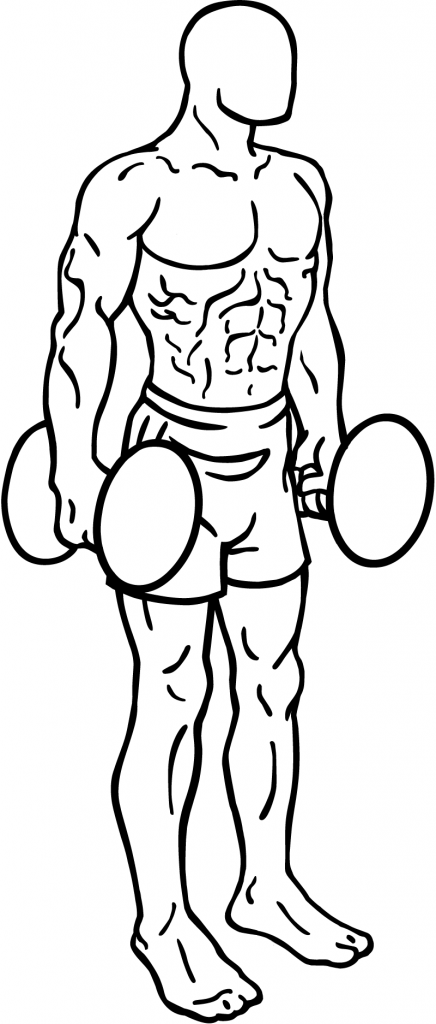
スタート
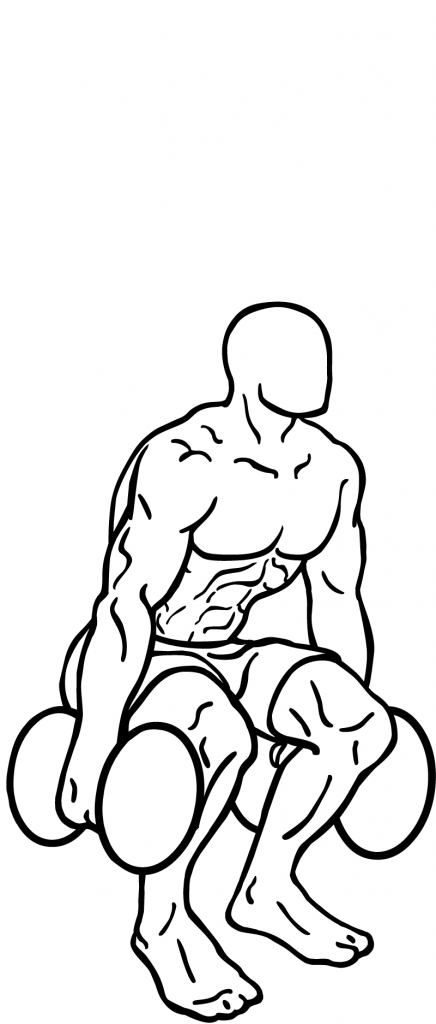
フィニッシュ

- バーベル・スクワット（バーベルを持つ）
- スミスマシン・スクワット（スミスマシンを使用）
- バランスボール・スクワット（バランスボールを使用）

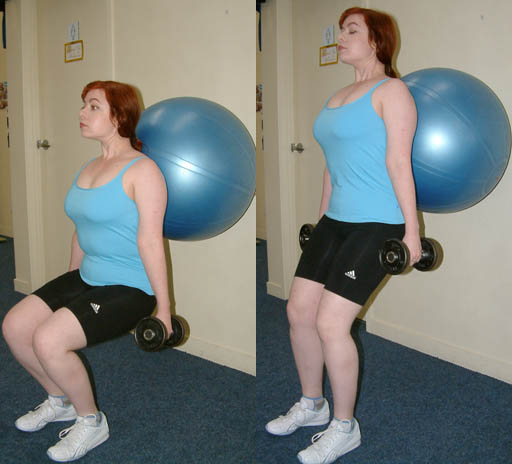
バランスボール・スクワット

これ以外にもさまざまなバリエーションが存在している。
日本では下半身を鍛えるトレーニングとして伝統的にウサギ跳びが行なわれてきたが、その弊害が明らかになり（そもそも足首だけ鍛えても意味がない）、次第にスクワットに取って代わられるようになった。

## 具体的動作

### スクワット
「下半身運動の王様」とも呼ばれる基本中の基本運動であり、そのバリエーションも多彩な運動であるが、ここでは最もノーマルでトレーニング器具も使用しないハーフ・エア・スクワット（パラレル・スクワット）のやり方を述べる。
1. リラックスして直立し、肩幅程度に足を開く。両手は体側に軽くつける。
2. バランスを保ちつつ、息を吸いながらそのまま膝を曲げて腰を落とす。このとき踵を上げて腰を落とさないように注意する。上体を出来る限りまっすぐに伸ばし、背骨のアーチを意識して保つこと。猫背になると腰などの故障の原因になる。
3. 腿と床が平行になるところまで腰を落とし、できればそのまま1秒程度キープしたのち、息を吐きながら膝と背筋を伸ばし、腰を上げる。
4. 1〜3を繰り返す。

一回の動作にかける適切な時間は運動目的によりさまざまだが、あまり急激な動作は膝の靭帯などに損傷を与える可能性があり、好ましくない。また、ハーフ以上のスクワットを行なうとき、足首の固い人はどうしても踵が地面から浮き上がってしまい、アキレス腱などに過剰な負荷がかかってしまう。このような時はダンベルプレートなどを敷き、その上に踵を乗せるようにする。

### ヒンズー・スクワット
プロレスラーが足腰の訓練法としてやる腕を前後に振りながら下まで降ろす自重スクワット。プロレスラーは1000回、多い時は2時間以上かけて3000回もやるが、力を抜いて降ろし関節がぶつかった反動で立ち上がるという筋反射のない動作の繰り返しになるため、膝関節を傷めやすく、筋力アップには不向きである。有酸素運動と大腿四頭筋のストレッチとしては有効である。また、近年ではスクワットをやる際には膝を前に突き出さないことを強く推奨されているが、ヒンズー・スクワットは膝を大きく前へ突き出すフォームになるため、膝を痛める恐れがあるため注意が必要。

### バーベル・スクワット
最もポピュラーなスクワット。フルボトムで行うとハムストリングスと大臀筋への負荷が強くなり、クォーターで行うと大腿四頭筋への負荷が強くなる。ハーフはその中間の効き方をする。
1. バーベルにスクワットパッドを取り付け、僧帽筋に当てがう。両手の肘が90度になる手幅でバーを持つ。リラックスして直立し、肩幅程度に足を開く。
2. 息を吸いながら膝を曲げて腰を落とす。上体は自然なアーチを保ち、背中を丸めないようにする。
3. 息を吐きながら元の姿勢に戻る。
4. 2〜3を繰り返す。

バーベル・ワイドスタンス・スクワット
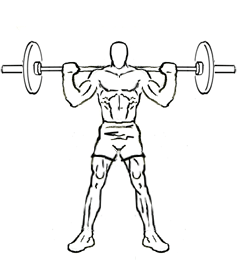
スタート
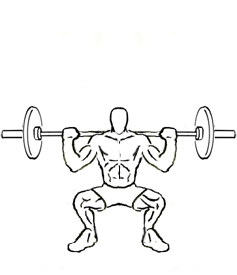
フィニッシュ

バーベル・フロント・スクワット
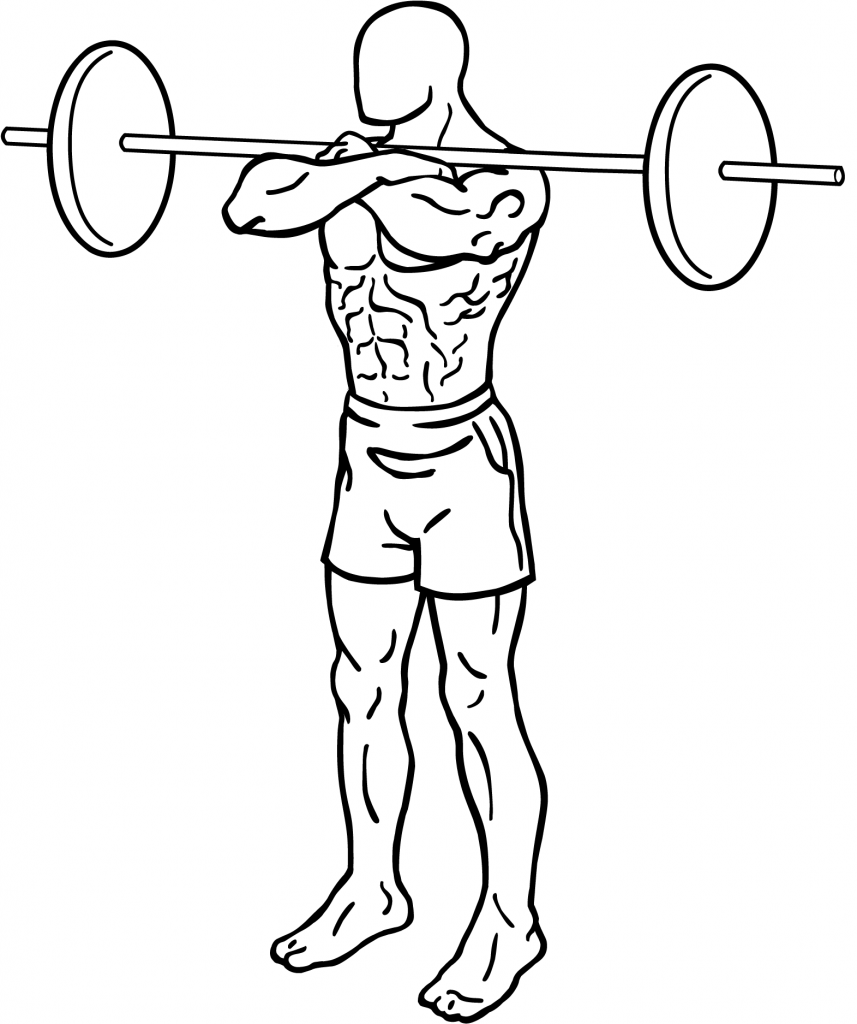
スタート
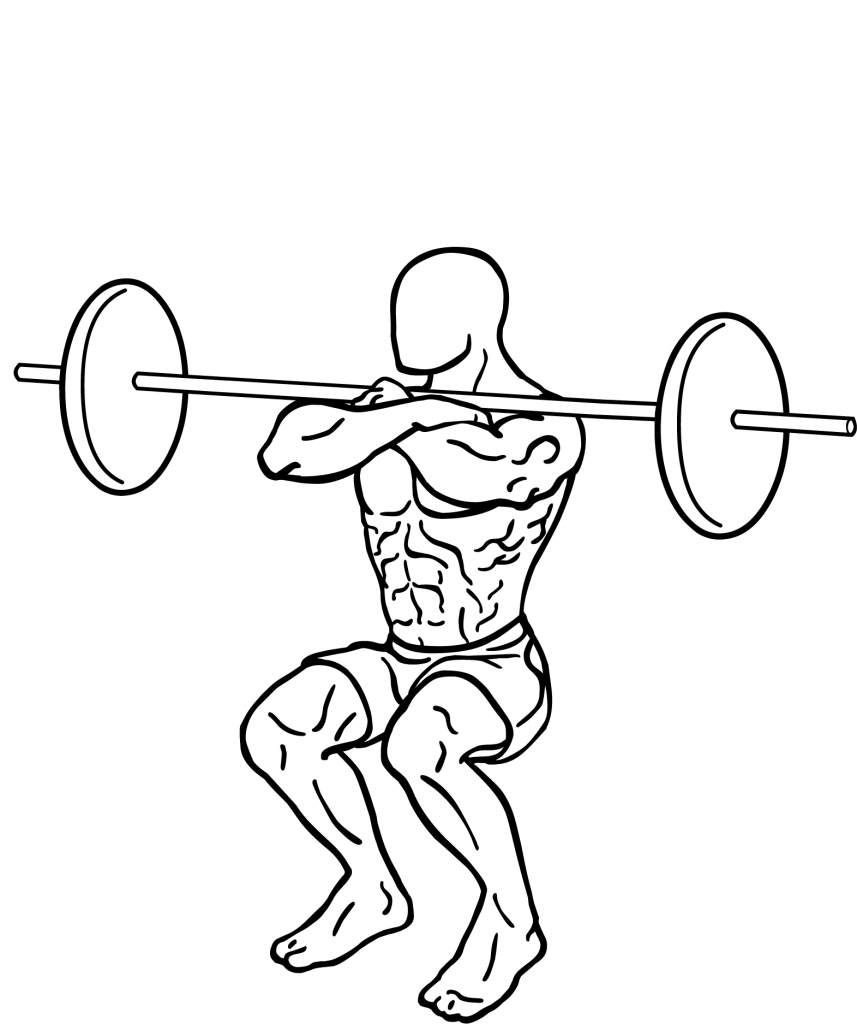
フィニッシュ

### スミスマシン・スクワット
バーベルとほぼ同じ。フルボトムで行うとハムストリングスと大臀筋への負荷が強くなり、クォーターで行うと大腿四頭筋への負荷が強くなる。ハーフはその中間の効き方をする。
1. バーにスクワットパッドを取り付け、僧帽筋に当てがう。両手の肘が90度になる手幅でバーを持つ。リラックスして直立し、肩幅程度に足を開く。
2. 息を吸いながら膝を曲げて腰を落とす。上体は自然なアーチを保ち、背中を丸めないようにする。
3. 息を吐きながら元の姿勢に戻る。
4. 2〜3を繰り返す。

マシンの軸よりも前の方に立つとハックスクワットのような効き方をする。足幅を左右の踵が付くぐらいにして爪先を少し外に開くと、大腿四頭筋の外側広筋の上から真ん中あたりにヒットする。

#### ハックスクワット
1. バーにスクワットパッドを取り付け、僧帽筋に当てがう。両手の肘を畳んで手を組む。大腿四頭筋を鍛えたいなら両足を閉じ、内側広筋や内転筋に刺激を入れたいなら足幅を広めにする。足幅を調整することで然程考えなくても自在な個所に刺激を加えることができる。
2. 息を吸いながら膝を曲げて腰を落とす。上体は自然なアーチを保ち、背中を丸めないようにする。
3. 息を吐きながら元の姿勢に戻る。
4. 2〜3を繰り返す。

スミスマシン・スクワット
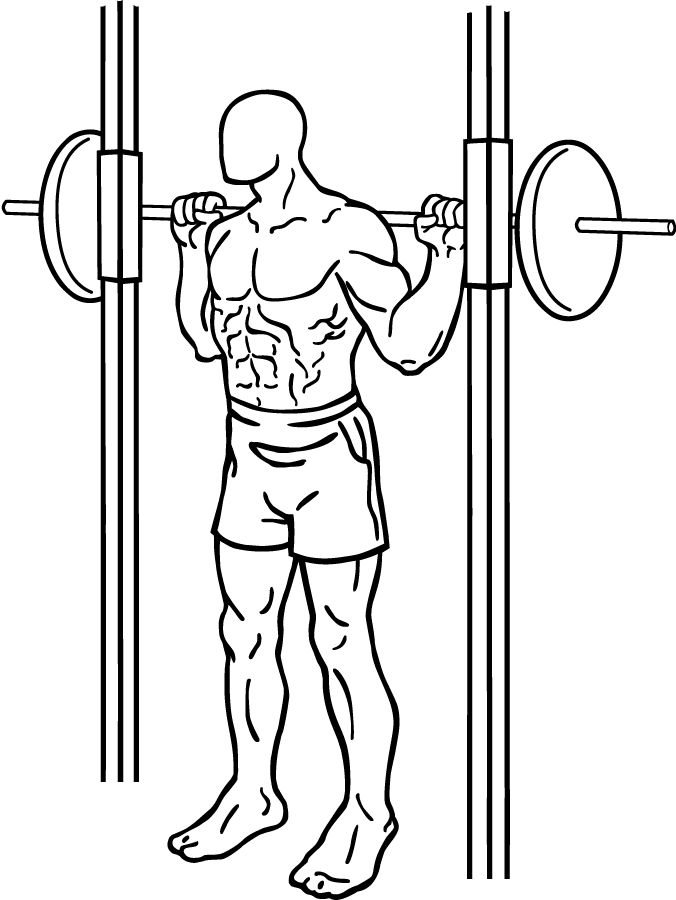
スタート
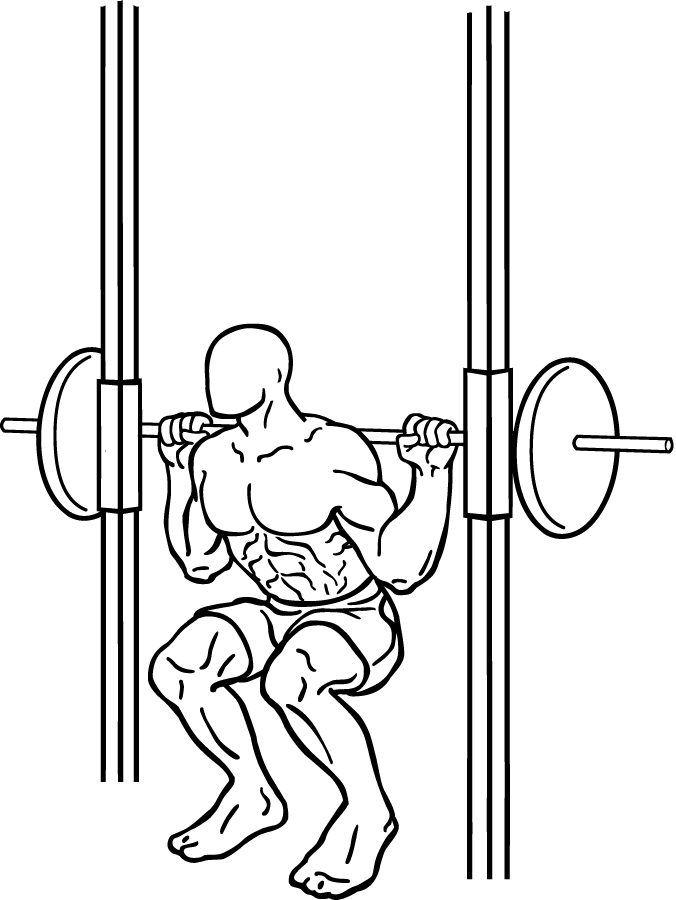
フィニッシュ

### チューブ・スクワット
1. チューブの両端を持って直立し、肩幅程度に足を開く。
2. 息を吸いながら膝を曲げて腰を落とす。上体は自然なアーチを保ち、背中を丸めないようにする。
3. 息を吐きながら元の姿勢に戻る。
4. 2〜3を繰り返す。

チューブ・スクワット
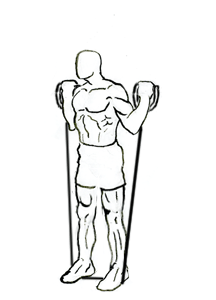
スタート
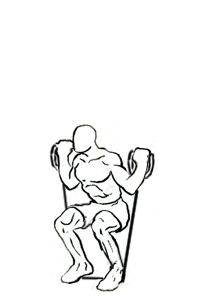
フィニッシュ

### ブルガリアン・スクワット
1. ベンチやバランスボールや台から少し離れた位置に立ち、片足の甲をベンチやバランスボールや台に乗せる。
2. 息を吸いながら、まっすぐ前方を見て反対側の脚を曲げていく。このとき、爪先の向きと膝の向きは同じ。
3. 大腿が水平になるまで脚を曲げたら息を吐きながら元の姿勢に戻る。
4. 2〜3を繰り返す。反対側も同様に行う。

やり方を間違えると、ケガのリスクや太腿の前ばかりきつくなってしまう場合があり、バランスが取りづらいが、慣れるにしたがって安定してくる。大腿四頭筋に効かせたい場合はベンチに近い位置に立ち、上体を起こしたまま行う。大臀筋とハムストリングスに効かせたい場合は、ベンチから遠い位置に立ち、上体を前傾させて行う。自重の大半が負荷になるきつい種目だが、負荷が足りなければバーベルやダンベルを加重して行う。

バーベル・ブルガリアン・スクワット
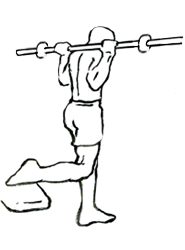
スタート
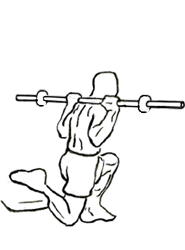
フィニッシュ

### シングルレッグ・スクワット
1. リラックスして片脚で直立する。片方の足の甲を後方に置いたベンチにかけるやり方もある。
2. 息を吸いながら膝を曲げて腰を落とす。
3. 息を吐きながら元の姿勢に戻る。
4. 2〜3を繰り返す。

バーベルのスクワット同様、膝を曲げる深さによって効果が異なる。慣れないうちは支えになるものに手を添えて体を安定させる。負荷が足りなくなってきたらダンベルを持って行う。

バーベル・シングルレッグ・スクワット
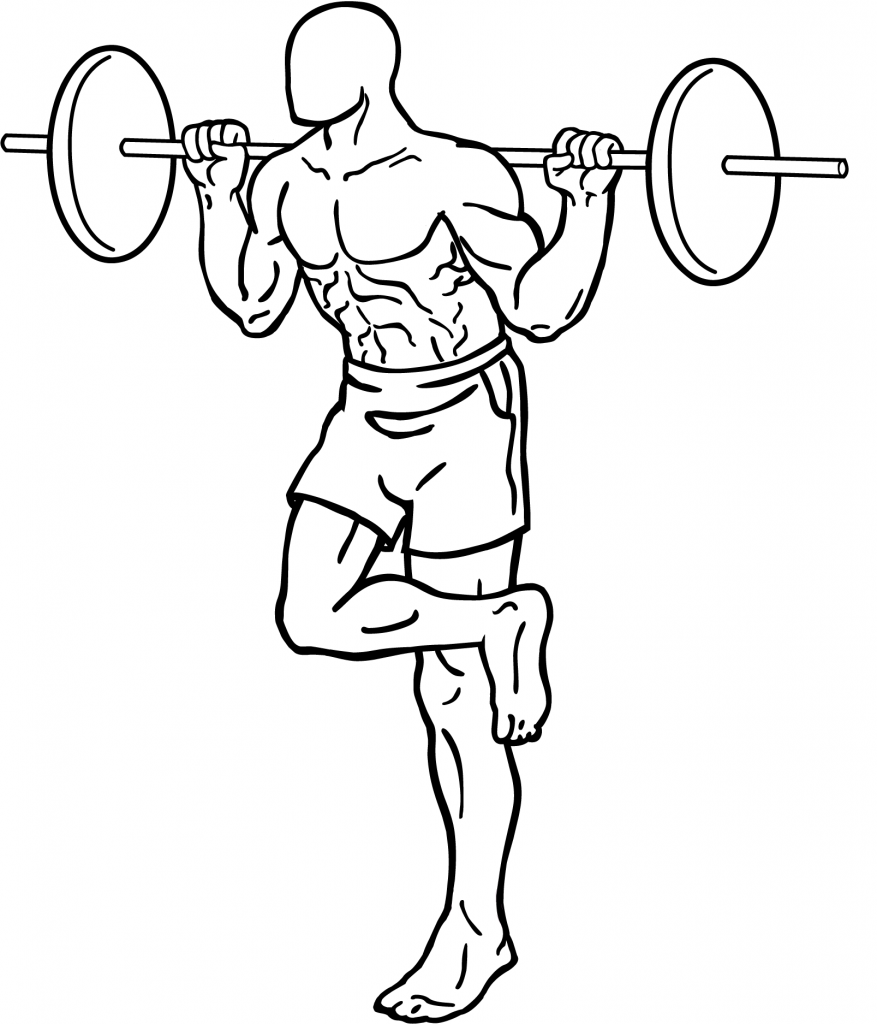
スタート
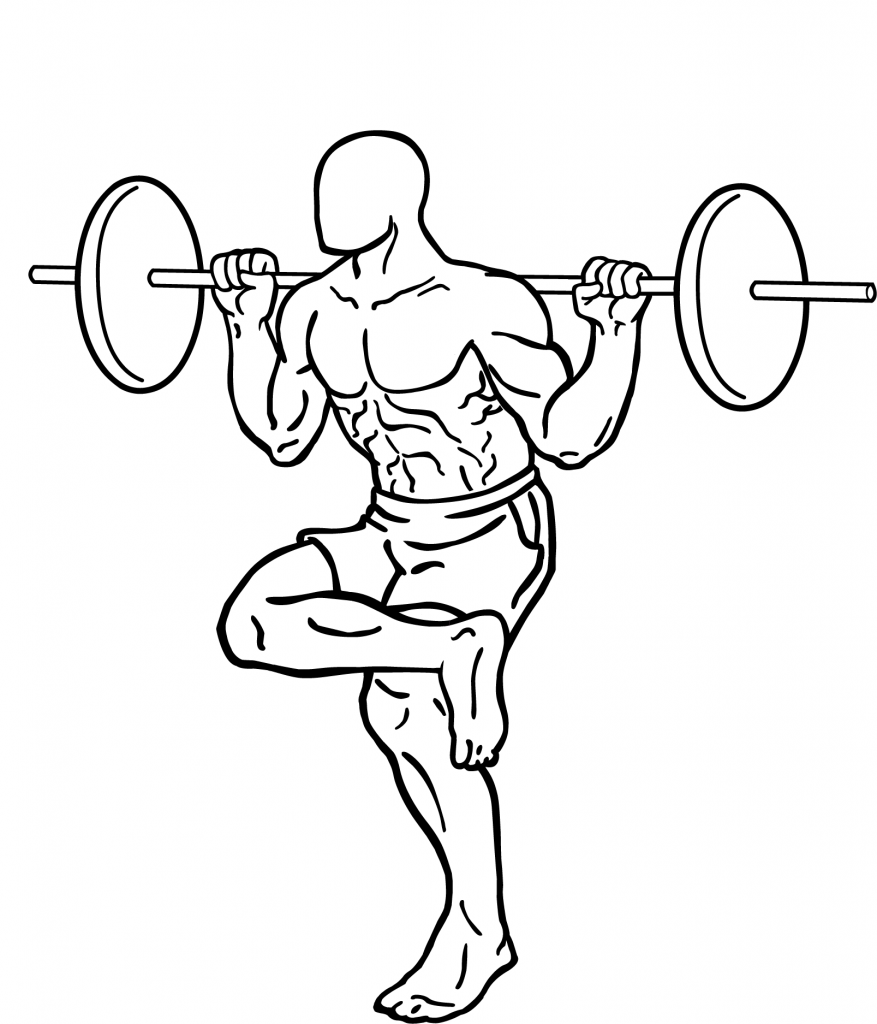
フィニッシュ

### シシー・スクワット
1. 柱やラックの支柱の横に立ち、片手で持つ。みぞおち程度の高さが望ましい。
2. 爪先を正面に向け、息を吸いながら上体を後ろに倒しつつゆっくり膝を曲げていく。このとき、大腿と上体は常に一直線上にあるようにする。膝を曲げると同時に踵が浮いてくるのが正しいフォームである。
3. 上体を45度程度まで倒したら息を吐きながら元の姿勢に戻る。

大腿四頭筋に負荷が集中するストレッチ種目。初心者は自重だけで十分だが、負荷が足りなければ空いている方の手でダンベルやプレートを胸の前に抱えて行う。

シシー・スクワット
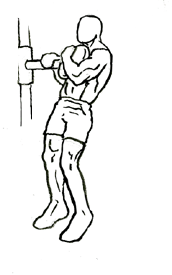
スタート
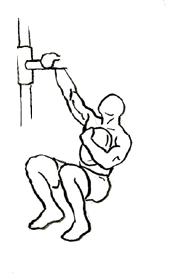
フィニッシュ

### バーベル・ハック・スクワット
1. しゃがんだ姿勢で大腿の下にバーベルを構え、両手で持つ。
2. 息を吐きながら膝を伸ばしていく。
3. 息を吸いながら元の姿勢に戻る。
4. 2〜3を繰り返す。

バーベル・ハック・スクワット
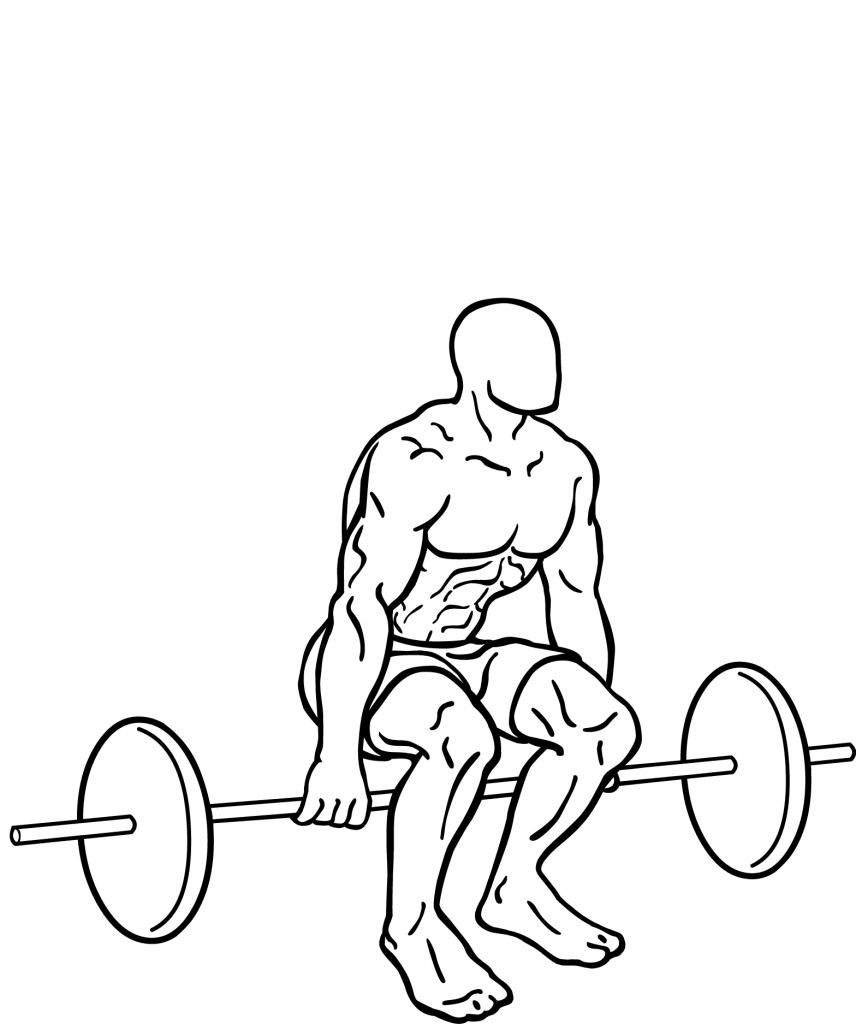
スタート
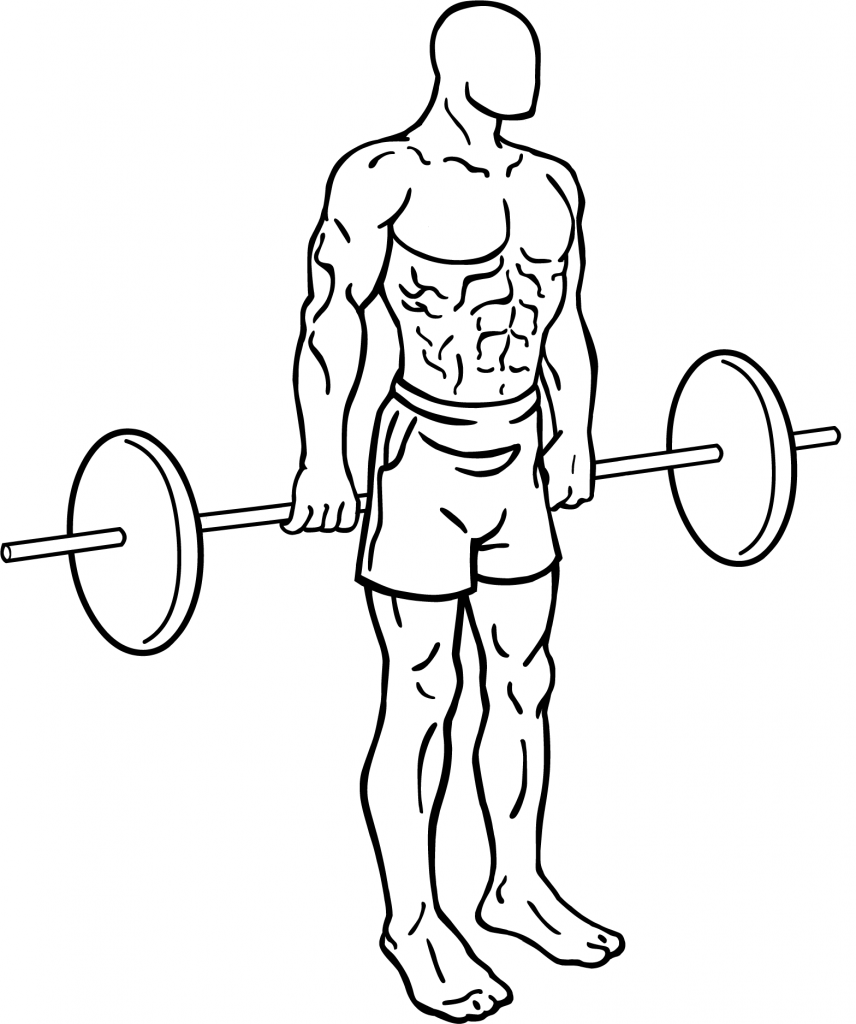
フィニッシュ

### スミスマシン・ハック・スクワット
1. しゃがんだ姿勢で大腿の下にバーを構え、両手で持つ。
2. 息を吐きながら膝を伸ばしていく。
3. 息を吸いながら元の姿勢に戻る。
4. 2〜3を繰り返す。

スミスマシン・ハック・スクワット
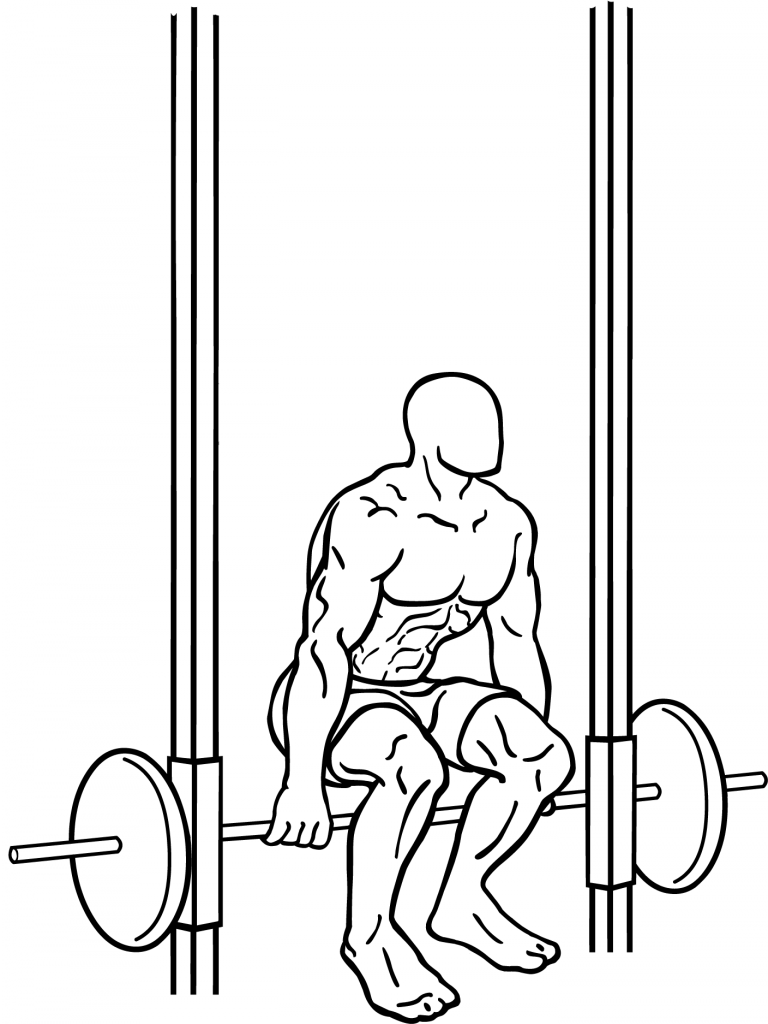
スタート
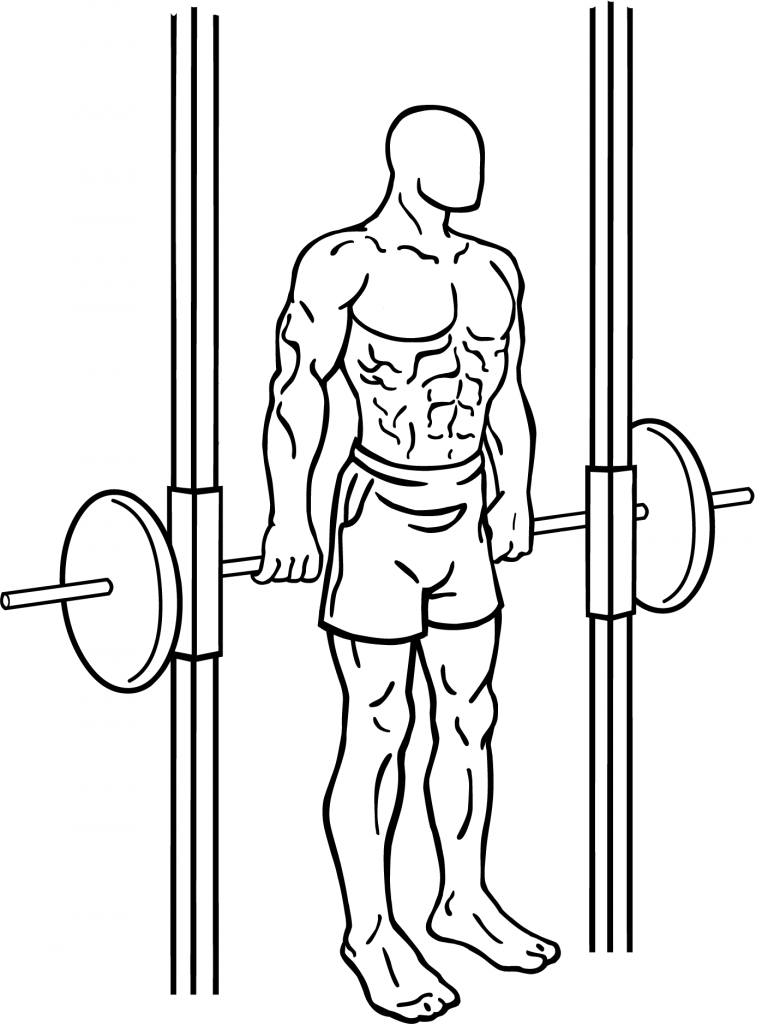
フィニッシュ

### ハック・スクワット・マシン
1. 傾斜のついたマシンを用いる。マシンのフットプレートに乗り、肩の高さにパッドを合わせる。
2. しゃがんだ状態から息を吐きながら膝を伸ばしていく。
3. 息を吸いながら元の姿勢に戻る。
4. 2〜3を繰り返す。

ハック・スクワット・マシン
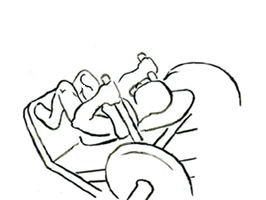
スタート
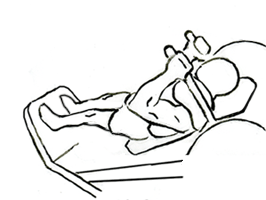
フィニッシュ

## 事件・事故
バーベルの練習中には、死亡事故も起きている。
- 2023年7月15日、インドネシアのバリ州デンパサールのフィットネスクラブで、ジャスティン・ヴィッキー（英語版）が、460ポンド(約210kg)の重量でバックスクワットしている最中にバランスを崩し、前のめりに倒れ首を挟まれた。頸椎を骨折したとされる。翌日の16日に手術をし昏睡状態となり、さらに翌日17日に死亡[2]。